# Biserica Evanghelică de Confesiune Augustană din România

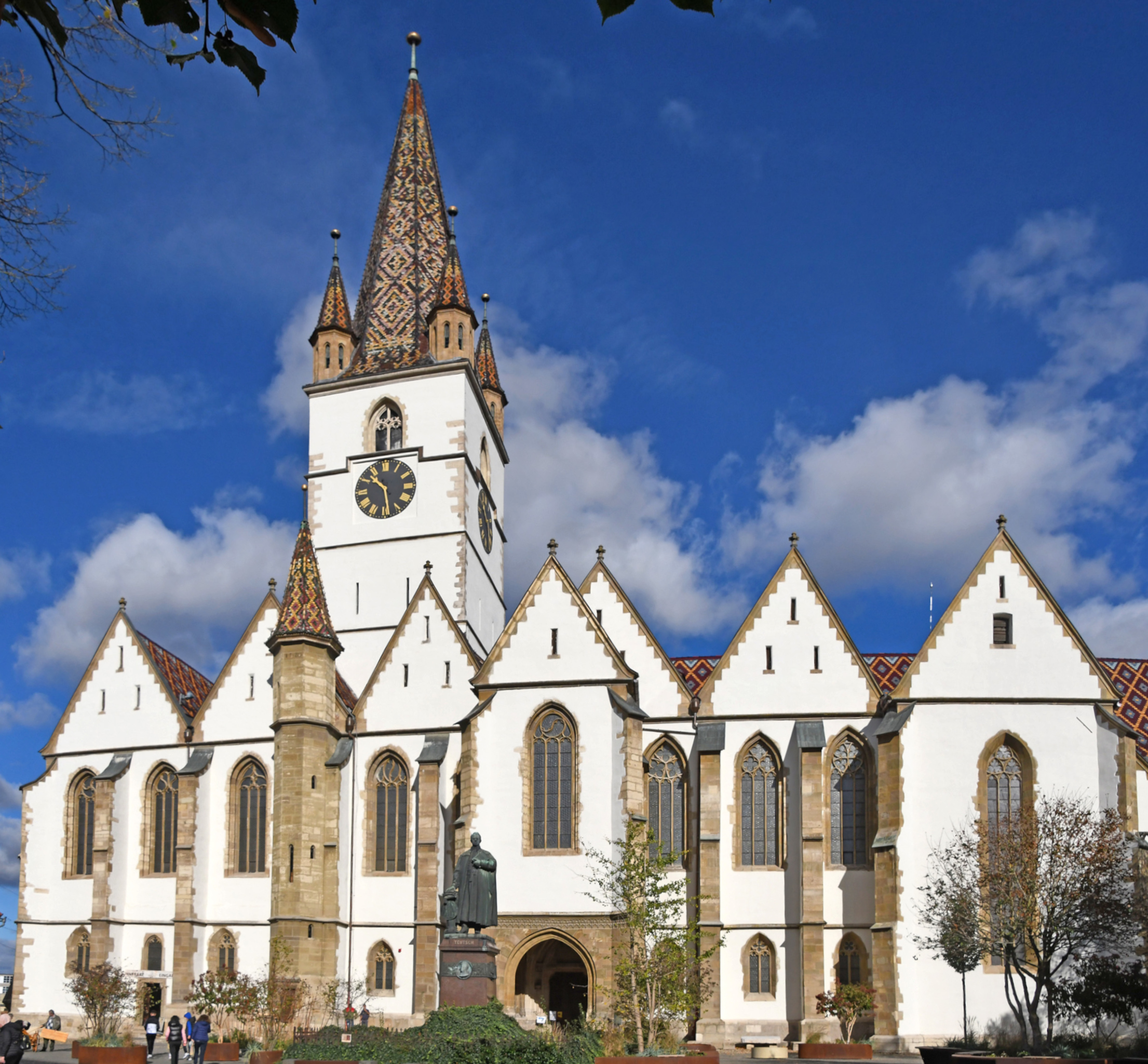
Catedrala Evanghelică Luterană din Sibiu, Județul Sibiu, Transilvania

Biserica Evanghelică de Confesiune Augustană din România (germană Evangelische Kirche A.B. [Augsburgischen Bekenntnisses] in Rumänien) este unul din cele 18 culte religioase recunoscute în România. Această biserică îi cuprinde pe credincioșii luterani de limbă germană, în marea lor majoritate sași transilvăneni. Sediul instituției este în Palatul Filek din Sibiu, Județul Sibiu, Transilvania. Din 2010 îl are ca episcop pe pastorul Reinhart Guib.

## Istoric

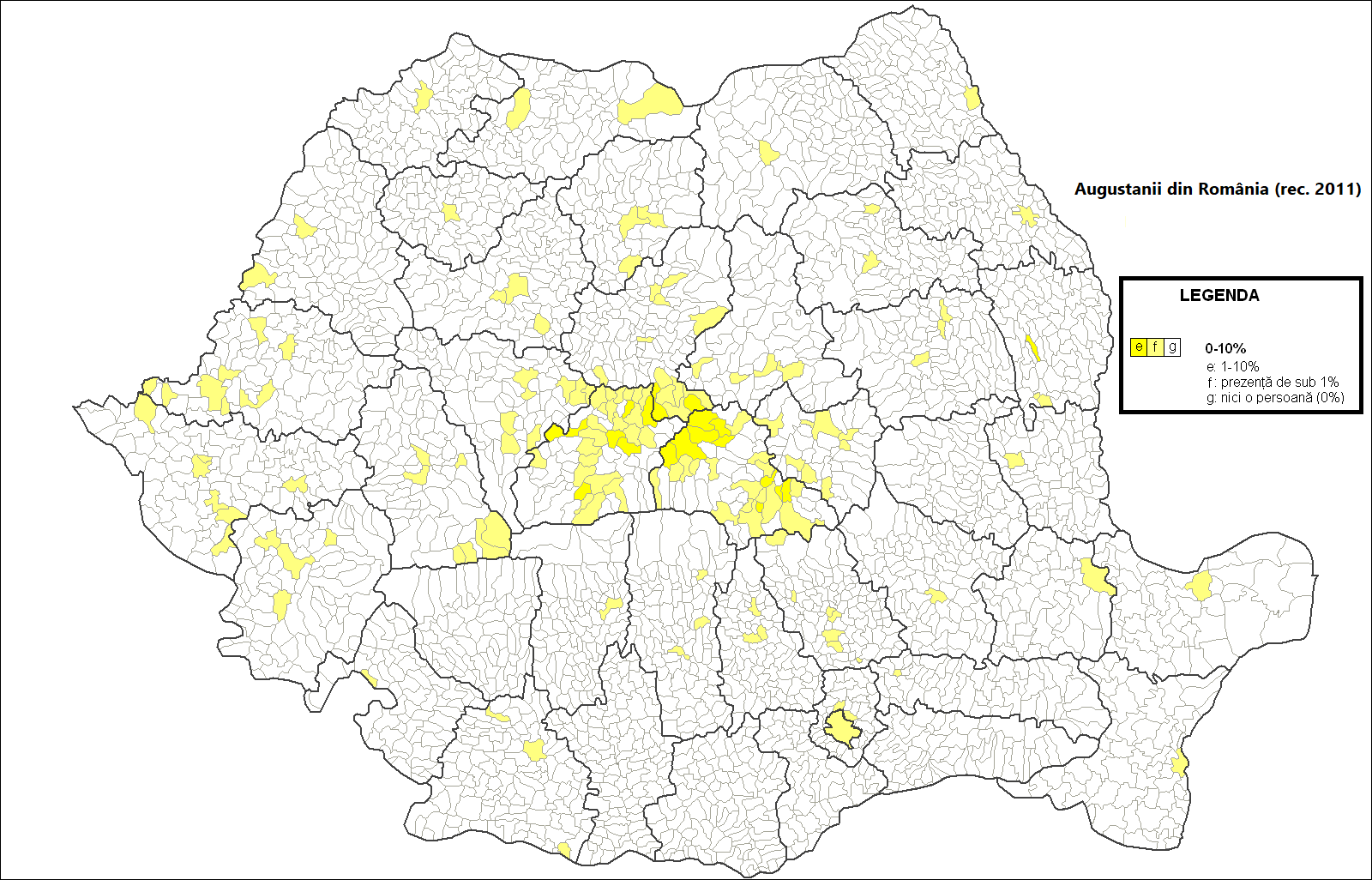
Luteranii de confesiune augustană din România (conform recensământului din 2011)

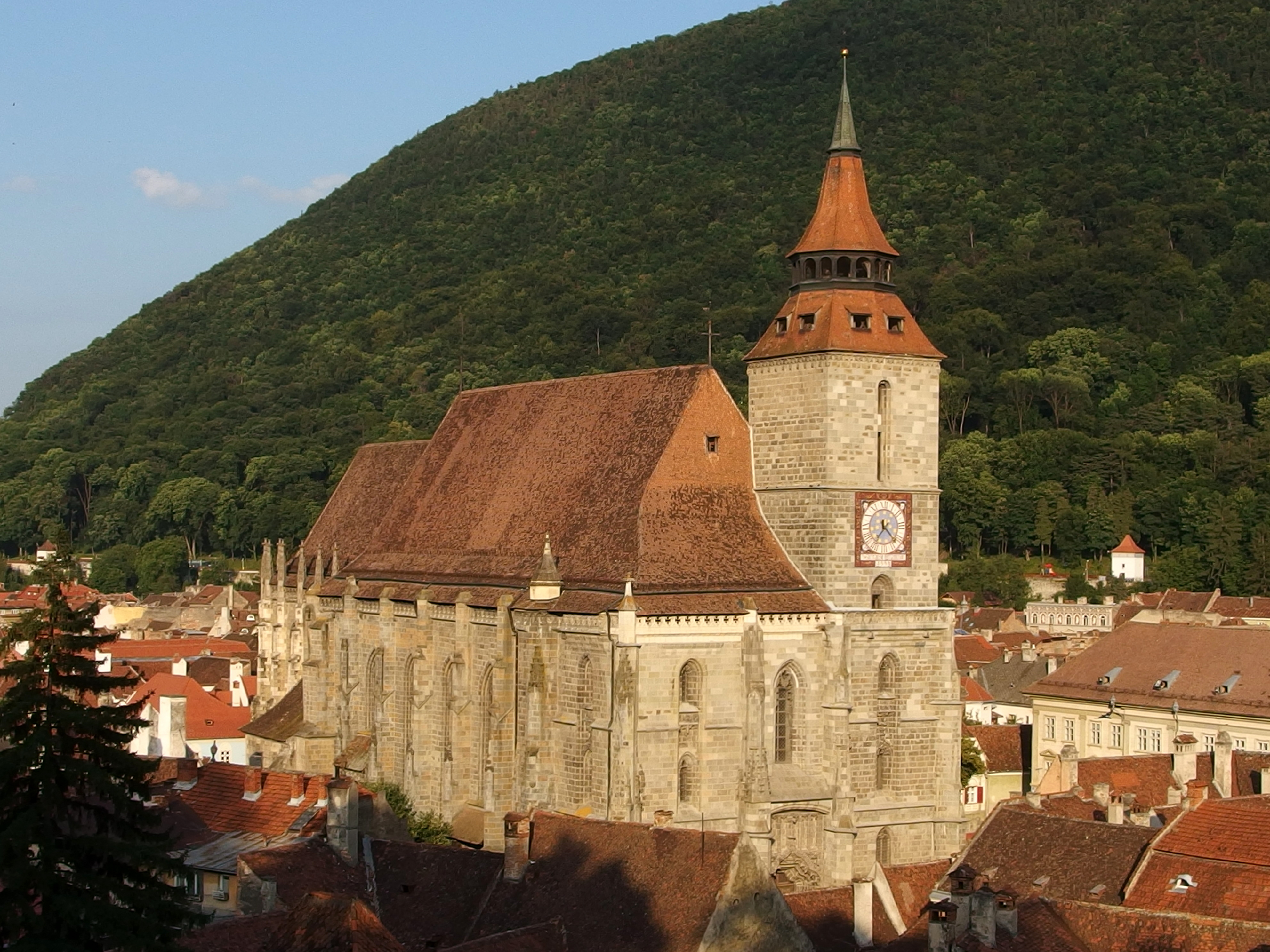
Biserica Neagră din Brașov, Județul Brașov, Transilvania

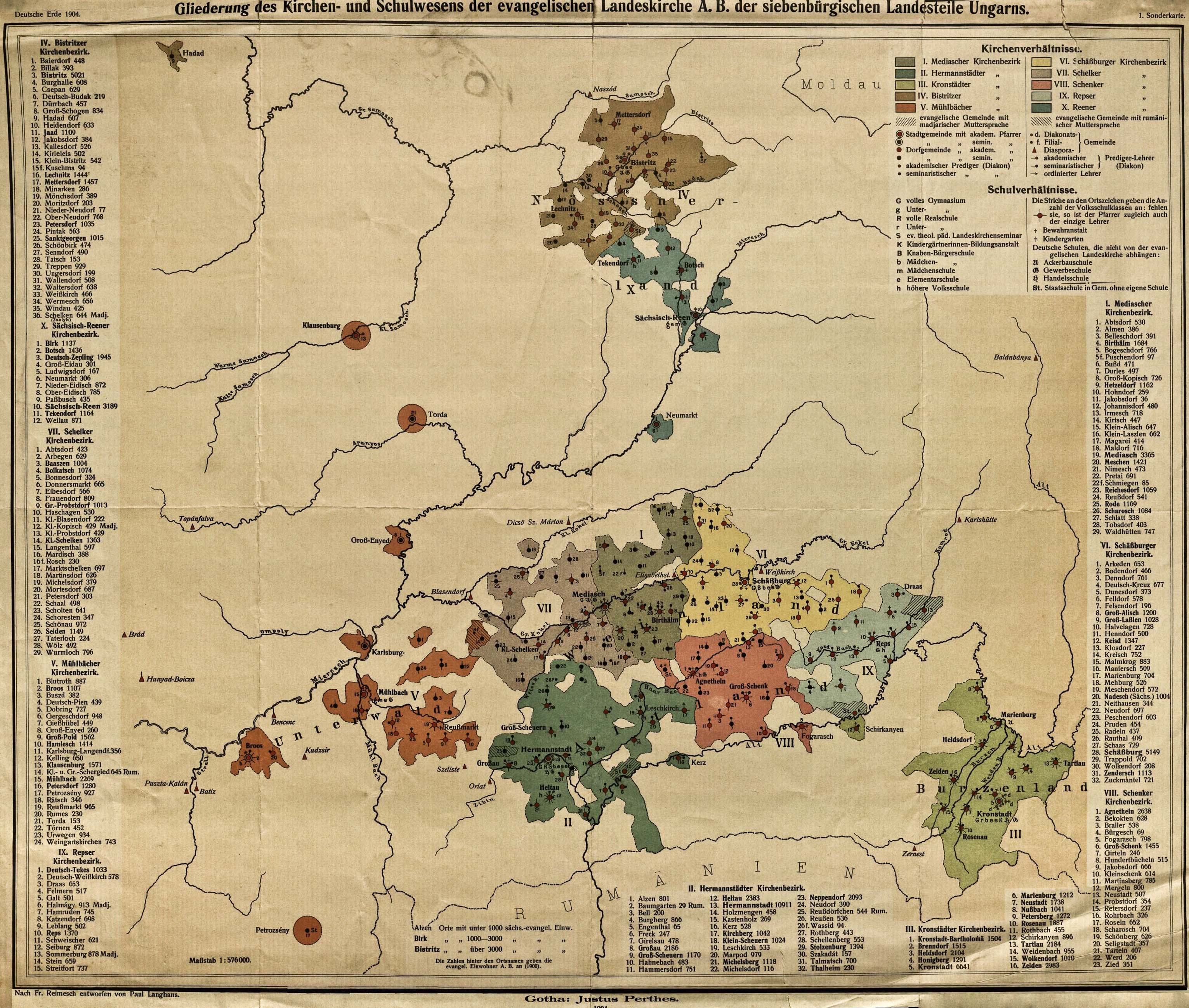
Structura bisericii și a școlii evanghelice C.A a regiunii transilvane din Regatul Ungariei în 1904

Istoria Bisericii Evanghelice C.A. (Luterane) pe teritoriul României își află începuturile în secolul al XVI-lea, prin umanistul și reformatorul Johannes Honterus din Brașov. Scrierile lui Martin Luther fuseseră aduse și răspândite în Transilvania deja în anul 1519, dar adevărata reformă în mijlocul populației catolice germane s-a înfăptuit în 1542/43 prin editarea de către Johannes Honterus în tipografia proprie din Brașov a cărții sale pentru Reformă, cunoscută ca Reformationsbüchlein.
În anul 1572, odată cu alegerea celui de-al treilea episcop evanghelic-luteran, anume Lukas Unglerus, sinodul evanghelic a preluat și Confesiunea Augustană (prescurtată C.A. în română, traducerea termenului german Augsburger Bekenntnis, confesiunea de la Augsburg, prescurtat A.B.), care constituie până în prezent, alături de Micul Catehism al lui Martin Luther, baza învățăturii bisericii evanghelice.
Reforma protestantă nu s-a reflectat numai în viața religioasă a sașilor transilvăneni, ci a dus, prin introducerea noii ordini bisericești, la reorganizarea sistemului școlar - atestat deja din secolul al XIV-lea ca fiind primul sistem școlar popular obligatoriu de pe teritoriul României de astăzi - precum și la revigorarea activității social-caritative.
De-a lungul secolelor această biserică a avut un loc important în viața social-culturală a Transilvaniei. Școlile luterane au fost locul de formare a elitelor transilvănene indiferent de etnie. Între intelectualii români care au frecventat școli luterane s-au numărat Lucian Blaga, Liviu Rebreanu, Miron Cristea, Iuliu Hossu ș.a. Activitatea diaconală, fundamentată în spiritul iubirii creștine, a fost preluată în mediul rural de așa numitele "vecinătăți" (germ. "Nachbarschaften"). Pastorul era, alături de primar, cea mai importantă personalitate în toate cele peste 200 de localități cu populație germană din Transilvania și avea un cuvânt decisiv de spus chiar și în treburile laice.
Populația germană din Transilvania a trecut în perioada reformei aproape în totalitate la confesiunea luterană. În multe localități bisericile gotice și fostele școli evanghelice-luterane stau drept mărturie pentru cultura occidentală și spiritul săsesc.
Odată cu cel de-al Doilea Război Mondial și confruntările sale ideologice, a început și declinul culturii și populației germane din Transilvania. Războiul și apoi deportarea în bloc a germanilor în lagărele de muncă forțată din Uniunea Sovietică de atunci, au dus la despărțiri dureroase și definitive în cadrul familiilor. Naționalizarea proprietăților germanilor și anii grei din perioada de după război au făcut ca și cei puțini care s-au întors din Rusia, să înceapă să caute refugiu în țara de origine, Germania, de unde înaintașii lor veniseră cu 800 de ani înainte.

### În timpul regimului comunist (1948-1989)
În perioada regimului comunist Biserica Evanghelică s-a aflat sub controlul sever al autorităților de stat. Securitatea a căutat să instrumentalizeze Biserica Evanghelică în scopul izolării unor disidenți. Astfel, sub presiunea Securității, Biserica Evanghelică din România a obținut ștergerea scriitorilor Richard Wagner și Herta Müller de pe lista invitaților la un congres bisericesc desfășurat la Berlin în perioada 3–14 iunie 1989.

## Situația actuală

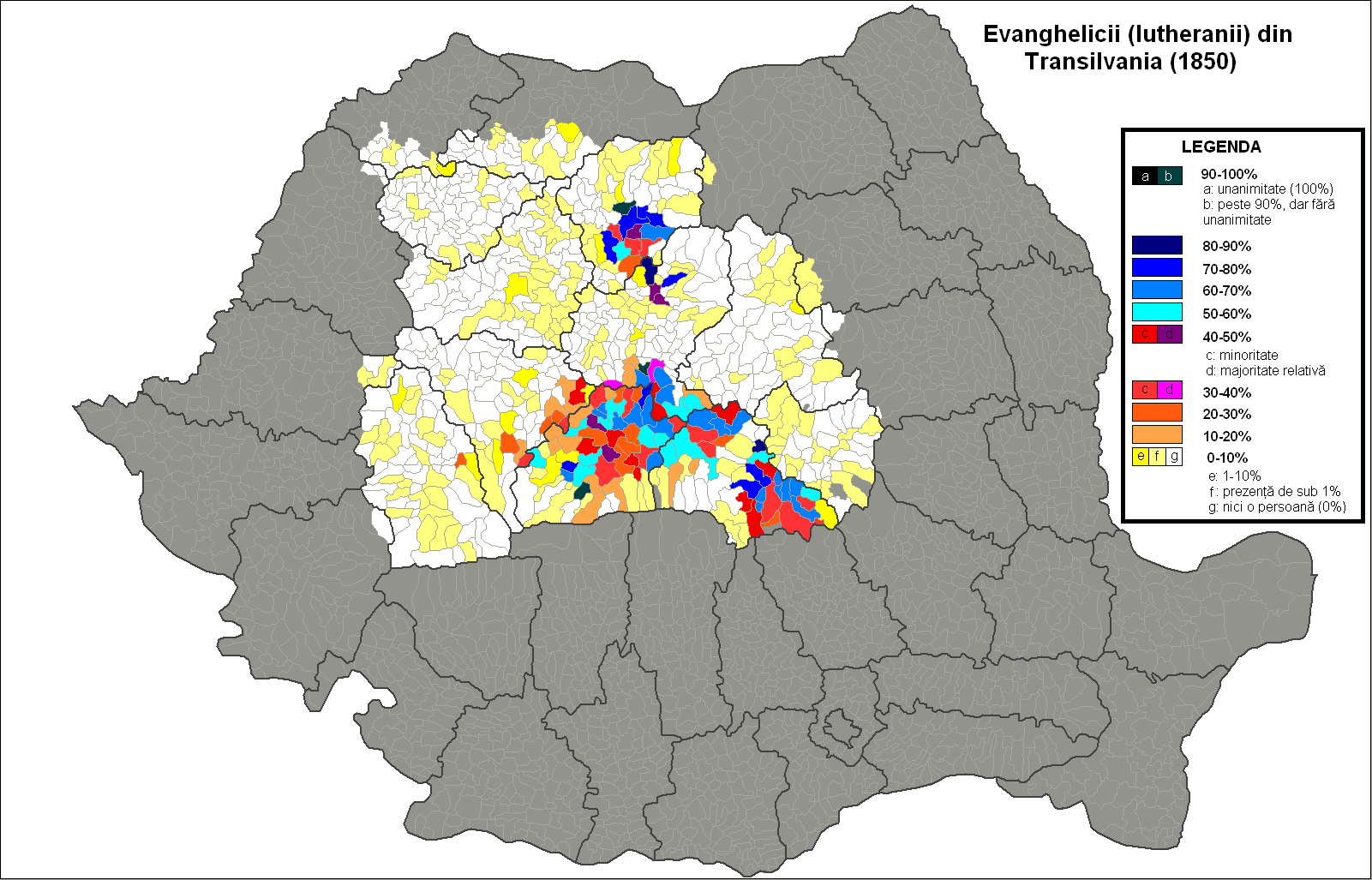
Luteranii din Transilvania (1850)

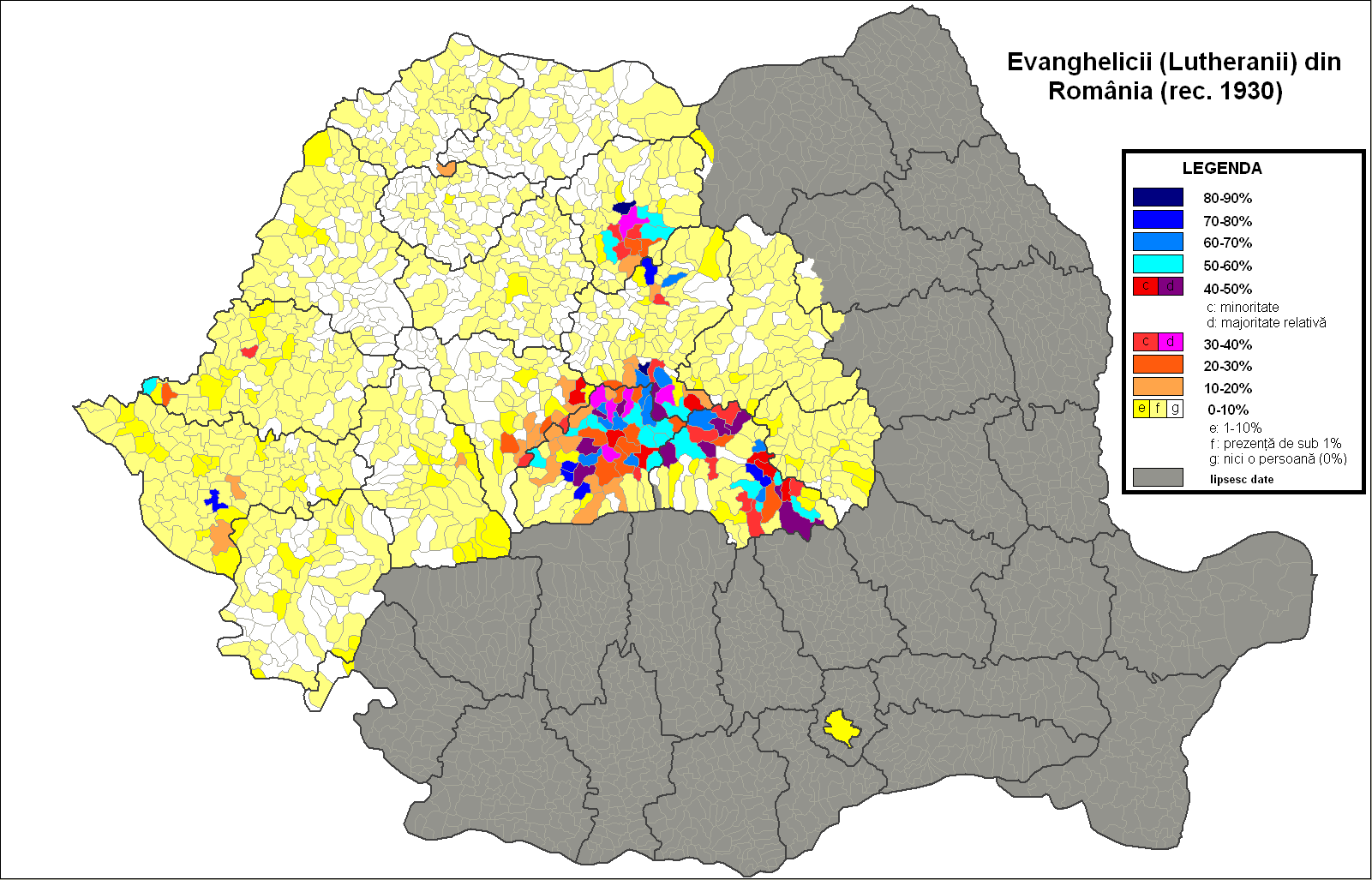
Luteranii din România (1930)

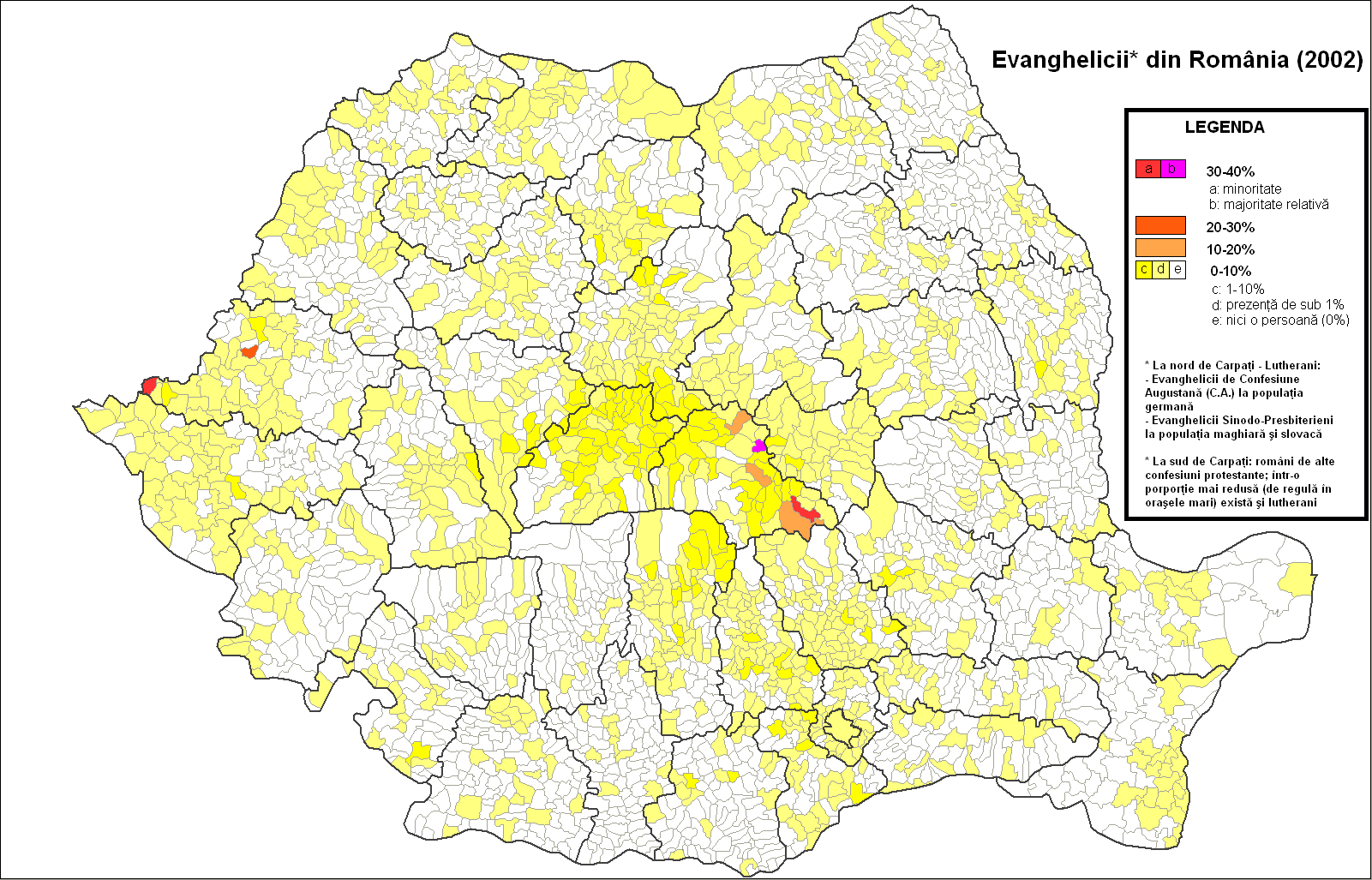
Distribuirea luteranilor germani (CA) și maghiari (SP) (la nord de Carpați) și alte confesiuni (la sud de Carpați) în România (2002)

În momentul când evenimentele din anul 1989 au adus libertatea de călătorie, a survenit un val de emigrare, prin care cea mai mare parte a populației etnice germane din România a părăsit țara, stabilindu-se în Germania. Emigrarea masivă a lovit cel mai puternic comunitățile germane din Transilvania, depopulând practic toate comunitățile evanghelice-luterane. În perioada 1990-1993 Biserica Evanghelică de Confesiune Augustană din România a pierdut ca. 85% din enoriași din cauza acestui fenomen. În majoritatea satelor săsești, bisericile, înconjurate de fortificațiile construite în secolul al XVI-lea împotriva invaziilor otomane, au rămas acum în părăsire și un număr mare se află într-o stare avansată de degradare. În octombrie 2010, cu ocazia vizitei cancelarei Angela Merkel la București, premierul Emil Boc a admis că sumele alocate Bisericii Evanghelice de la bugetul de stat ar trebui să fie superioare proporției credincioșilor luterani din România.
Biserica Evanghelică C.A. din România numără în prezent ca. 14.300 de credincioși.

### Alegerea noului episcop în anul 2010

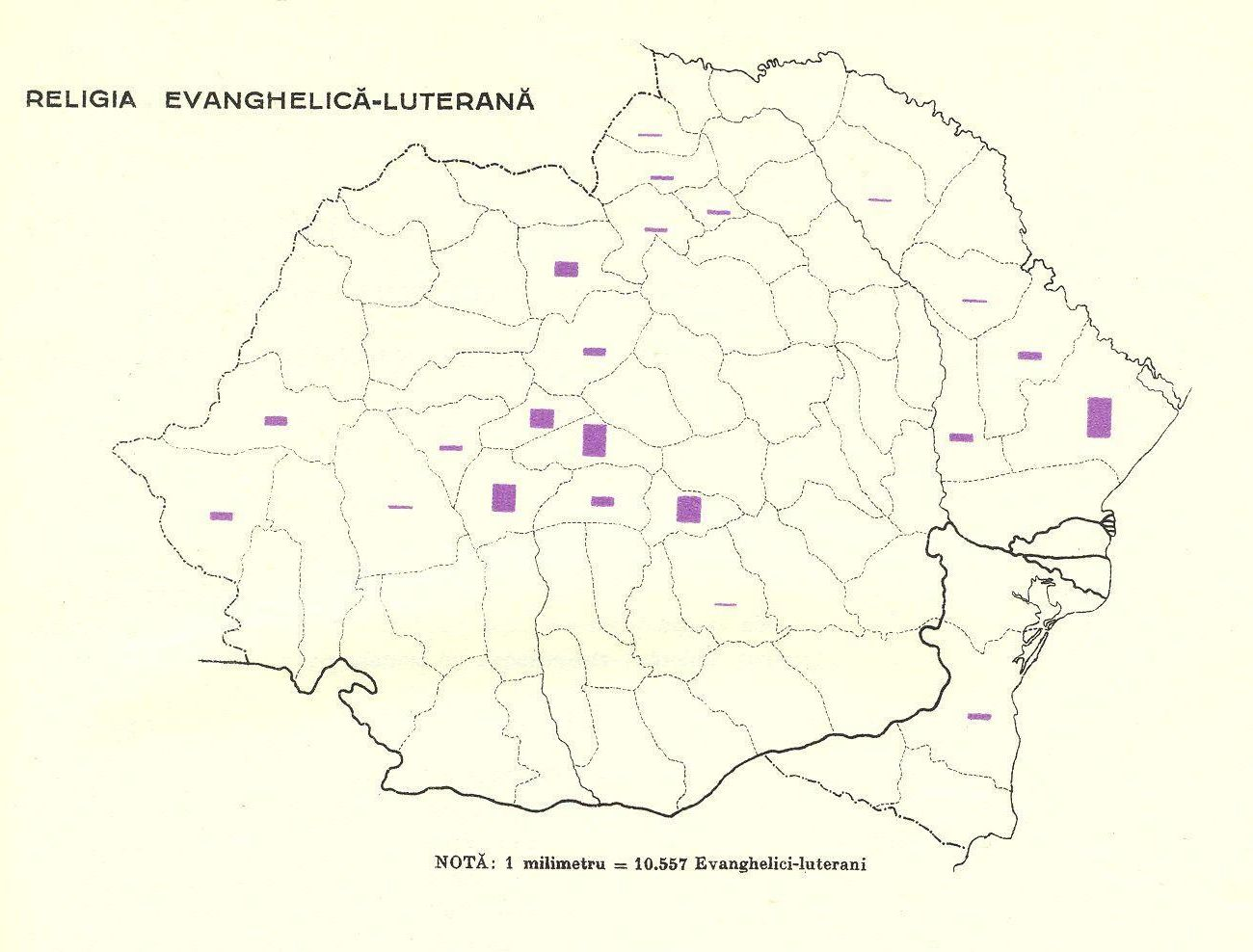
Prezenţa luteranilor conform recensământului din 1930

În anul 2010 a fost ales cel de-al 37-lea episcop luteran de Sibiu. Alegerile au avut loc în data de 27 noiembrie 2010 la Sibiu. În primul tur de scrutin majoritatea a fost întrunită de profesorul Stefan Tobler (12 voturi), urmat de pastorul Reinhart Guib (11 voturi). În al cincilea tur de scrutin a fost ales pastorul Guib, cu 28 de voturi din cele 47 exprimate. Profesorul Tobler a întrunit în al cincilea tur de scrutin 18 voturi. Dezavantajul acestuia din urmă a constat în reticența adunării electorale de a alege un elvețian la conducerea Bisericii Evanghelice CA din România.